# João Vitor Cordeiro

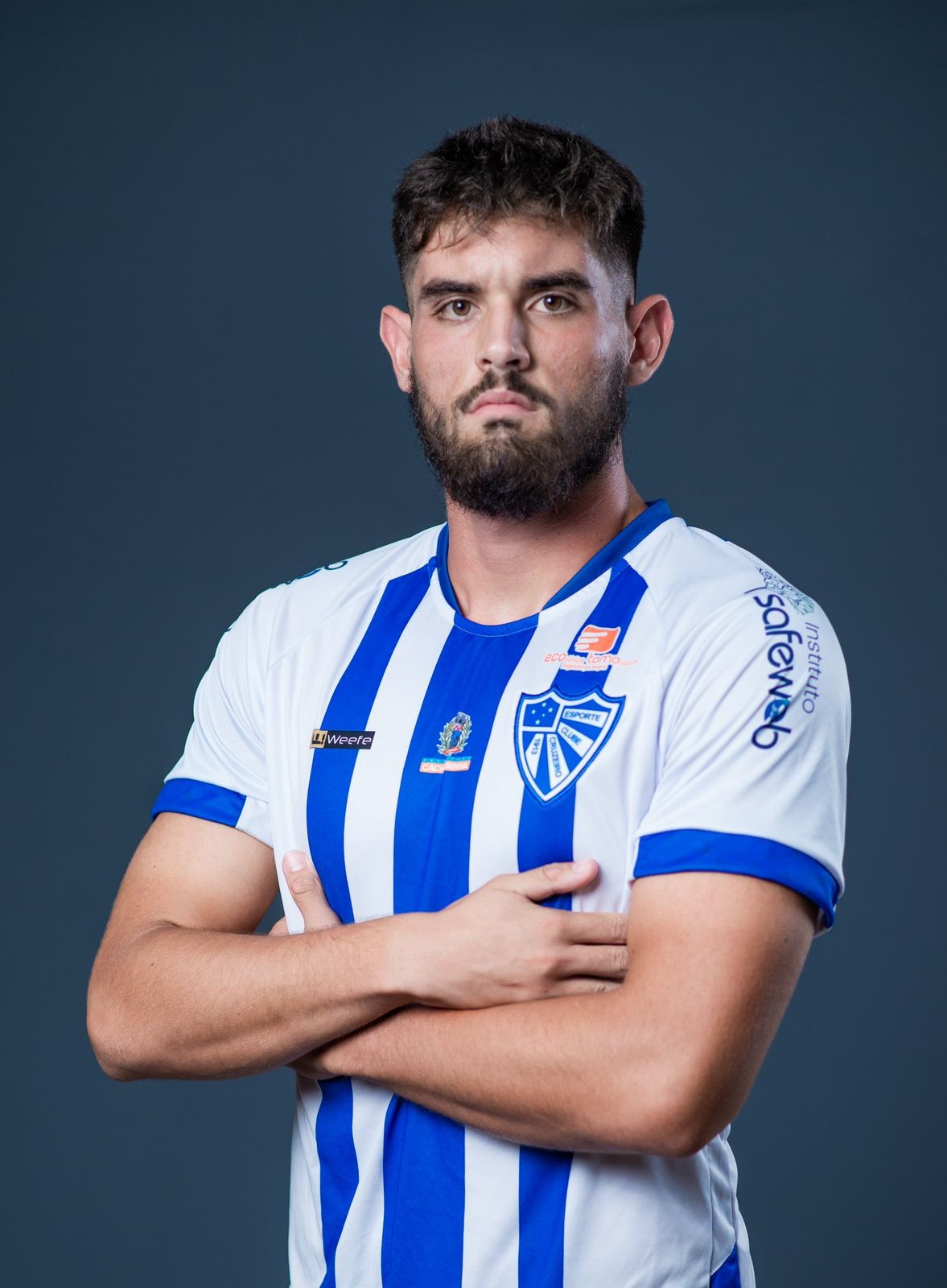
Cordeiro pelo Cruzeiro-RS em 2023

João Vitor Borges Cordeiro, mais conhecido como João Cordeiro (Porto Alegre, 02 de setembro de 2003), é um futebolista brasileiro que atua como zagueiro. Atualmente joga pelo Esporte Clube Cruzeiro de Cachoeirinha, do Rio Grande do Sul.

## Carreira
No futebol desde os 5 anos de idade, ingressou no Esporte Clube Cruzeiro em 2013 e participou de diversos campeonatos. Foi campeão do Estadual Inovação em 2017, até se destacar na campanha do título do Campeonato Gaúcho de Futebol Sub-17 marcando um gol de cabeça no primeiro jogo da final contra o Grêmio Esportivo Brasil no Estádio Bento Mendes de Freitas.  
Em 2020, João Cordeiro viajou para o Ceará para a disputa da Copa do Brasil Sub-17 para o confronto contra o Ceará Sporting Club, aonde o Esporte Clube Cruzeiro foi derrotado por 3x0.  
Em 2021, João Cordeiro foi titular da equipe Sub 20 durante a disputa da Copa Água da Pedra, sagrando-se Campeão na final contra o Clube Esportivo Bento Gonçalves. João Cordeiro fez a sua estreia profissionalmente em 20 de outubro de 2021 contra Clube Esportivo Aimoré no Estádio Cristo Rei em São Leopoldo, pela Copa FGF de 2021, o Troféu Dirceu de Castro. 
Em 2022, João Cordeiro disputou o Campeonato Gaúcho Série A2, da Federação Gaúcha de Futebol pelo Esporte Clube Cruzeiro, de Cachoeirinha. 
Em 2023, João Cordeiro disputou o Campeonato Gaúcho Série B, se tornando titular da equipe ao longo da disputa e sendo eleito o destaque da partida, no segundo jogo da semifinal contra o Gramadense, em Gramado. Sagrou-se campeão, ao vencer o Clube Futebol Com Vida, de Viamão, na final da competição, com ambos os jogos disputados no Estádio Dirceu de Castro. 
Em 2024, João Cordeiro vem disputando o Campeonato Gaúcho Série A2, da Federação Gaúcha de Futebol pelo Esporte Clube Cruzeiro, de Cachoeirinha. 

## Títulos
- Nossa Liga: 2016
- Estadual Inovação: 2017
- Campeonato Gaúcho de Futebol Sub-17: 2019
- Copa Água da Pedra: 2021
- Campeonato Gaúcho Série B: 2023

## Prêmios Individuais
- Melhor Jogador da Copa Água da Pedra Sub 20: 2021